# Azotat de calciu
Azotatul de calciu este o sare a calciului cu acidul azotic cu formula chimică Ca(NO3)2. Este folosit în agricultură ca îngrășământ de suprafață. . Mai este numit și salpetru de Norvegia.